# Пентридж, Фрэнк
Фрэнк Пентридж (англ. Frank Pantridge; 3 октября 1916 года — 26 декабря 2004 года) — выдающийся североирландский кардиолог, доктор медицинских наук, профессор. Является изобретателем портативного дефибриллятора.

## Биография
Родился в поселке Хиллсборо, медицинское образование получил в Университете Квинс, который окончил в 1939 году. Во время Второй мировой войны служил в британской армии и был награждён Военным крестом.
Пентридж вернулся в Северную Ирландию в 1950 году и был назначен кардиологом-консультантом в белфастский госпиталь и профессором Королевского университета, где он оставался вплоть до своей отставки в 1982 году.
До 1957 года Пентридж и его коллега Джон Геддес, ввели современную систему сердечно-легочной реанимации. Дальнейшие исследования привели Фрэнка Пентриджа к выводу, что большинство случаев смерти возникает в результате фибрилляции желудочков, которую необходимо прервать как можно раньше. В результате этого, Пентридж разработал портативный дефибриллятор и в 1965 году на скорой помощи в Белфасте была установлена его первая версия. Её вес составлял 70 кг и работало устройство от аккумуляторов, а уже в 1968 году Пентридж разработал прибор весом всего 3 кг.
Его работа была подкреплена клиническими и эпидемиологическими исследованиями, опубликованными во влиятельном журнале The Lancet. После этого, система скорой медицинской помощи Белфаста, которую часто называли «план Пентриджа», стала общепринятой во всём мире для аварийно-спасательных служб. Портативный дефибриллятор был признан одним из основных инструментов предоставления первой помощи.
Во всём мире Фрэнк Пентридж известен как «отец медицины катастроф».
В 1978 году был награждён Орденом Британской империи.
Умер 26 декабря 2004 года в возрасте 88 лет. Фрэнк Пентридж никогда не был женат.